# Private Romeo
Private Romeo là bộ phim chuyển thể từ tác phẩm Romeo và Juliet của William Shakespeare do Alan Brown thực hiện năm 2011. Bộ phim là sự tái hiện của vở kịch được nói riêng trong một học viện quân sự toàn nam có tên là Học viện quân sự McKinley. Trong bài đọc này là một tình yêu đồng tính nảy nở giữa hai học viên, Sam Singleton / Romeo do Seth Numrich và Glenn Mangan / Juliet thủ vai do Matt Doyle thủ vai. Bộ phim do Brown đảm nhận, không hỏi, không nói, chính sách chính thức của Hoa Kỳ về những người đồng tính phục vụ trong quân đội từ ngày 21 tháng 12 năm 1993 đến ngày 20 tháng 9 năm 2011 (luật đã bị bãi bỏ sau khi sản xuất bộ phim).
Những cảnh của trường thiếu sinh quân và những bài học của vở kịch "Romeo và Juliet" được quay với màu sắc không bão hòa, xám, kaki và nhợt nhạt, trong khi những cảnh miêu tả cảnh Shakespearean thực tế được thể hiện bằng màu sắc bão hòa.
Dự án phim trước đây được gọi là "McKinley" và như "Dự án Shakespeare".
Brown đã được truyền cảm hứng để viết kịch bản sau khi xem vở kịch của Joe Calarco  Shakespeare's R & J  vào năm 2008 trong đó bốn học sinh cuối cấp trong bộ đồ lót, khám phá ra  Romeo và Juliet của Shakespeare và bị cuốn hút bởi nó. và diễn những cảnh quan trọng trong vở kịch xen kẽ với thực tế cá nhân của chính họ. Tất cả bốn vai trò khác nhau trong một thiết lập sân khấu tối giản.

## Diễn viên
Các diễn viên được tạo thành từ 8 diễn viên đóng 11 nhân vật. Nhiều nhân vật khác từ vở kịch ban đầu đã bị bỏ rơi.
- Seth Numrich vai Sam Singleton (Romeo)
- Matt Doyle vai Glenn Mangan (Juliet)
- Hale Appleman vai Josh Neff (vai trò Mercutio vai Capulet)
- Charlie Barnett vai Ken Lee (Hoàng tử Escalus)
- Adam Barrie vai Adam Hersh (Cha Laurence)
- Chris Bresky vai Omar Madsen (Nurse)
- Sean Hudock vai Gus Sanchez (vai trò của vợ Capulet và Benvolio)
- Bobby Moreno vai Carlos Moreno (vai trò của Capulet và Tybalt)

## Tiếp nhận
Bộ phim được các nhà phê bình đánh giá là "cực kỳ phiêu lưu và rất tự do". Đó là một bài phê bình của tờ New York Times.

## Giải thưởng
Năm 2011, bộ phim đã giành giải thưởng Grand Jury tại Outfest, Liên hoan phim đồng tính nam và đồng tính nữ Los Angeles, cho "Diễn viên xuất sắc trong phim truyện". Giải thưởng được đồng tài trợ bởi Seth Numrich, Chris Bresky, Matt Doyle, Hale Appleman, Sean Hudock, Adam Barrie, Bobby Moreno và Charlie Barnett. Giải thưởng đã ghi nhận các diễn viên đã "mang lại cuộc sống tươi mới cho một câu chuyện tình yêu vượt thời gian và truyền tải từng khoảnh khắc với một thế kỷ 21 cân bằng niềm đam mê trần trụi với khao khát và mang đến tất cả sự kết hợp tuyệt vời".